# 白石静生
白石 静生（しらいし しずお、1944年5月22日 - ）は、徳島県板野郡上板町出身の元プロ野球選手（投手）。

## 経歴
鳴門高校では3年次の1962年に夏の甲子園県予選で鴨島商、徳島工を相手に2試合連続ノーヒットノーランを達成。準決勝に進出するが徳島商に完封負け、甲子園出場を逸する。卒業後は1963年に四国鉄道管理局へ入社し、1964年から四国電力の補強選手として都市対抗に2年連続出場。1965年の大会は準々決勝まで進出するが、優勝した電電近畿の小弓場保（日本生命から補強）と投げ合い、1-2で惜敗。
同年のドラフト2位で広島カープへ入団。1年目の1966年は日南キャンプに備えて故郷の吉野川堤防でランニングに励んでいたある日、地元紙の対談でトレーニングが夜になった。足元が悪い道路を走っているうちに右アキレス腱を痛めてしまい、翌日には歩けなくなるほどの激痛に見舞われた。同年から一軍に定着し、2年目の1967年からは先発陣の一角を任されるが、今度は左膝の内転筋を痛めてしまった。入団直前に故障した右アキレス腱痛という持病を抱えながらも、1969年には初の2桁勝利となる11勝を記録。安仁屋宗八・外木場義郎・大石弥太郎との先発4本柱で唯一の左腕として重宝されたが、足の状態は最悪で、テープで両足首をきつく巻き、痛み止めの注射をして投げていた。秋にはアリゾナ教育リーグにも参加し、1970年には先発と救援で自己最多の13勝を挙げ、同年のオールスターゲームにも出場を果たす。この頃にはアキレス腱が悪化し、左も痛めていた。左脚内転筋の怪我で入院した過去もあり、試合前のランニングはいつも最後尾であった。左足をかばっているうちに右足に負担がかかって十二分に走り込みが出来ない状態が続いたが、それでも白石は「横着」「走れんのによく投げられるのお」という声を受け流し、マウンドでもそぶりを見せなかった。前半戦はポンポンと勝つが、後半戦になると容易には勝てなかった。上田利治も「ランニングせんとよう勝てるなあ」と驚いた。5月24日のヤクルト戦（広島市民）、6月7日の阪神戦（広島市民）では完封した。クロス気味に決まる直球と縦に大きく割れるカーブを武器に抜群の安定感を誇り、7月には同9日の中日戦（中日）から16日のヤクルト戦（神宮）まで5連投を経験。この年はある日の巨人戦に登板した際、ベンチから打席の渡辺秀武に故意死球を当てろと指示された。白石は「できるわけない」と突っぱねて勝負し安打を打たれたが、この「故意死球拒否事件」は後に、ぶつけるくらいの気迫でいけという指令に「できない」と尻込みしたと、ゆがんで伝わってしまう。白石は後に「釈然としない。気弱な投手が17年間投げられるわけがない」と語っている。実際は首脳陣に直言もしたし、反抗もしたため、1974年オフにはジョー・ルーツ新監督に治療のため左肩に入れていた針（当時痛み止めとして行われていた金針療法で用いた皮下埋没針）を抜けと命じられ、言下に拒否したため対立。1975年には児玉好弘・宮本幸信・渡辺弘基との交換トレードで、大石弥太郎と共に、阪急ブレーブスへ移籍。ここでは梶本隆夫引退後の唯一の貴重な先発左腕として起用され、同年からのリーグ4連覇と3年連続日本一に貢献。同年は近鉄とのプレーオフ、古巣・広島との日本シリーズと共に登板機会はなかった。1977年の巨人との日本シリーズでは10月25日の第3戦（後楽園）に先発、同27日の最終第5戦では佐藤義則をリリーフして勝利投手となり、1978年のヤクルトとの日本シリーズでも10月21日の第6戦（後楽園）で完投勝利を記録。その後も先発として活躍するが、1982年には登板機会がなく、同年限りで現役引退。
引退後は故郷の徳島市に戻って鉄板焼き店「白石」を経営する傍ら、週に2回は高松に出向き、古巣・JR四国コーチを務めた。地元の少年野球チーム「徳島中央シニア」コーチも兼任し、プロで培った知識、技術を後輩に伝授した。2007年には四国アイランドリーグ・徳島インディゴソックスの2代目監督に就任したが、在任中の成績は2007年が前後期を通じて4位（最下位）、2008年の前期も5位（前年までの四国4チームでは最も下位）と振るわなかった。このため、2008年7月31日付で成績不振の責任を取って監督を退任し、球団代表に就任した。2009年6月12日には代表取締役社長に就任したが、2010年4月1日には球団運営から出資会社のユーセイホールディングスが撤退してリーグ直営となったことに伴い、球団代表からゼネラルマネージャーに役職が変更となった。シーズン終了後の11月30日付で退任。
2021年からは徳島県鳴門総合運動公園野球場（オロナミンC球場）の在り方検討会議の委員を務めている。

## 詳細情報

### 年度別投手成績
| 年 度      | 球 団      | 登 板 | 先 発 | 完 投 | 完 封 | 無 四 球 | 勝 利 | 敗 戦 | セ 丨 ブ | ホ 丨 ル ド | 勝 率 | 打 者 | 投 球 回 | 被 安 打 | 被 本 塁 打 | 与 四 球 | 敬 遠 | 与 死 球 | 奪 三 振 | 暴 投 | ボ 丨 ク | 失 点 | 自 責 点 | 防 御 率 | W H I P |
| ---------- | ---------- | ----- | ----- | ----- | ----- | -------- | ----- | ----- | -------- | ----------- | ----- | ----- | -------- | -------- | ----------- | -------- | ----- | -------- | -------- | ----- | -------- | ----- | -------- | -------- | ------- |
| 1966       | 広島       | 24    | 5     | 0     | 0     | 0        | 1     | 2     | --       | --          | .333  | 213   | 50.0     | 51       | 6           | 13       | 0     | 3        | 27       | 1     | 0        | 30    | 30       | 5.40     | 1.28    |
| 1967       | 広島       | 25    | 19    | 4     | 1     | 0        | 5     | 7     | --       | --          | .417  | 402   | 98.0     | 97       | 11          | 22       | 1     | 1        | 59       | 1     | 0        | 48    | 41       | 3.77     | 1.21    |
| 1968       | 広島       | 29    | 13    | 3     | 0     | 1        | 5     | 8     | --       | --          | .385  | 473   | 114.0    | 108      | 10          | 28       | 4     | 3        | 106      | 0     | 0        | 46    | 44       | 3.47     | 1.19    |
| 1969       | 広島       | 42    | 32    | 8     | 2     | 0        | 11    | 13    | --       | --          | .458  | 806   | 193.1    | 195      | 22          | 47       | 2     | 6        | 115      | 0     | 0        | 89    | 74       | 3.45     | 1.25    |
| 1970       | 広島       | 41    | 30    | 7     | 2     | 2        | 13    | 11    | --       | --          | .542  | 844   | 209.2    | 185      | 18          | 55       | 6     | 1        | 124      | 2     | 2        | 71    | 66       | 2.83     | 1.14    |
| 1971       | 広島       | 33    | 24    | 4     | 3     | 0        | 8     | 12    | --       | --          | .400  | 613   | 146.1    | 141      | 14          | 47       | 0     | 4        | 89       | 1     | 0        | 66    | 58       | 3.58     | 1.28    |
| 1972       | 広島       | 27    | 21    | 4     | 2     | 0        | 6     | 11    | --       | --          | .353  | 537   | 125.0    | 118      | 15          | 49       | 3     | 4        | 76       | 2     | 0        | 64    | 56       | 4.03     | 1.34    |
| 1973       | 広島       | 26    | 15    | 3     | 1     | 1        | 8     | 7     | --       | --          | .533  | 409   | 94.2     | 99       | 11          | 32       | 1     | 4        | 46       | 1     | 0        | 42    | 39       | 3.69     | 1.38    |
| 1974       | 広島       | 23    | 14    | 2     | 1     | 0        | 2     | 6     | 0        | --          | .250  | 291   | 66.0     | 66       | 10          | 38       | 3     | 3        | 47       | 0     | 0        | 35    | 33       | 4.50     | 1.58    |
| 1975       | 阪急       | 23    | 13    | 4     | 0     | 1        | 3     | 8     | 0        | --          | .273  | 414   | 94.1     | 90       | 15          | 47       | 3     | 3        | 36       | 0     | 0        | 43    | 40       | 3.83     | 1.45    |
| 1976       | 阪急       | 21    | 8     | 2     | 0     | 0        | 4     | 5     | 2        | --          | .444  | 308   | 69.2     | 65       | 9           | 42       | 2     | 3        | 30       | 0     | 0        | 40    | 34       | 4.37     | 1.54    |
| 1977       | 阪急       | 21    | 21    | 7     | 1     | 0        | 7     | 6     | 0        | --          | .538  | 578   | 131.0    | 143      | 7           | 52       | 0     | 5        | 64       | 3     | 1        | 52    | 48       | 3.30     | 1.49    |
| 1978       | 阪急       | 14    | 13    | 2     | 0     | 0        | 3     | 5     | 0        | --          | .375  | 275   | 59.1     | 70       | 9           | 30       | 0     | 1        | 29       | 0     | 0        | 38    | 33       | 5.03     | 1.69    |
| 1979       | 阪急       | 20    | 17    | 5     | 0     | 0        | 8     | 5     | 0        | --          | .615  | 557   | 125.1    | 129      | 23          | 52       | 0     | 4        | 57       | 1     | 0        | 64    | 58       | 4.18     | 1.44    |
| 1980       | 阪急       | 12    | 11    | 1     | 1     | 0        | 3     | 3     | 0        | --          | .500  | 285   | 57.2     | 77       | 11          | 35       | 1     | 2        | 19       | 0     | 1        | 52    | 45       | 6.98     | 1.94    |
| 1981       | 阪急       | 13    | 13    | 2     | 1     | 0        | 6     | 2     | 0        | --          | .750  | 294   | 65.2     | 58       | 11          | 36       | 0     | 4        | 19       | 0     | 1        | 32    | 21       | 2.86     | 1.43    |
| 通算：16年 | 通算：16年 | 394   | 269   | 58    | 15    | 5        | 93    | 111   | 2        | --          | .456  | 7299  | 1700.0   | 1692     | 202         | 625      | 26    | 51       | 943      | 12    | 5        | 812   | 720      | 3.81     | 1.36    |

- 各年度の太字はリーグ最高

### 記録
- オールスターゲーム出場：1回 （1970年）

### 背番号
- 13 （1966年 - 1968年）
- 55[注釈 1] （1969年 - 1974年、2007年 - 2008年）
- 20 （1975年 - 1982年）